# 第67回全国高等学校ラグビーフットボール大会
第67回全国高等学校ラグビーフットボール大会（だい67かいぜんこくこうとうがっこうラグビーフットボールたいかい）は、1987年12月28日から1988年1月7日まで近鉄花園ラグビー場にて行われた、全国高校ラグビー選手権である。優勝は秋田県の秋田工業高校。（15回目）

## 概要
- 北野高校が46年ぶりに出場を果たし、3回戦の伏見工戦では花園ラグビー場が超満員となった。（試合は伏見工が勝利）
- 決勝戦は両チーム1桁得点だったが決勝戦両チーム1桁得点だったのはこれ以降第103回大会までなかった。

### 日程
- 12月28日 - 開会式、1回戦
- 12月30日 - 2回戦
- 1月1日 - 3回戦
- 1月3日 - 準々決勝
- 1月5日 - 準決勝
- 1月7日 - 決勝、閉会式

## 出場校
※マークがシード校
北海道
- 北北海道代表 - 北見北斗 （6年連続22回目）
- 南北海道代表 - 札幌清田 （5年連続6回目）

東北
- 青森県代表 - 三本木農※ （2年連続4回目）
- 岩手県代表 - 黒沢尻工 （11年連続19回目）
- 宮城県代表 - 石巻工 （2年ぶり6回目）
- 秋田県代表 - 秋田工※ （11年連続48回目）
- 山形県代表 - 日大山形 （初出場）
- 福島県代表 - 磐城 （2年ぶり7回目）

関東
- 茨城県代表 - 茗溪学園 （3年連続3回目）
- 栃木県代表 - 作新学院 （3年連続5回目）
- 群馬県代表 - 東農大二※ （3年連続4回目）
- 埼玉県代表 - 熊谷工※ （5年連続19回目）
- 千葉県代表 - 千葉東 （2年ぶり3回目）
- 東京都第一代表 - 大東大一※ （4年連続8回目）
- 東京都第二代表 - 早大学院 （10年ぶり2回目）
- 神奈川県代表 - 相模台工※ （4年連続9回目）
- 山梨県代表 - 日川※ （10年連続19回目）

北信越
- 新潟県代表 - 巻 （初出場）
- 長野県代表 - 岡谷工 （4年連続4回目）
- 富山県代表 - 砺波 （4年連続5回目）
- 石川県代表 - 鶴来 （2年連続2回目）
- 福井県代表 - 若狭東 （6年連続11回目）

東海
- 静岡県代表 - 東海大一 （2年ぶり2回目）
- 愛知県代表 - 西陵商 （2年連続20回目）
- 岐阜県代表 - 関商工 （2年連続13回目）
- 三重県代表 - 木本 （2年連続4回目）

近畿
- 滋賀県代表 - 膳所 （初出場）
- 京都府代表 - 伏見工※ （4年ぶり6回目）
- 大阪府第一代表 - 同志社香里 （2年連続2回目）
- 大阪府第二代表 - 北野 （46年ぶり6回目）
- 大阪府第三代表 - 布施工※ （2年ぶり2回目）
- 兵庫県代表 - 西宮南 （初出場）
- 奈良県代表 - 天理※ （2年連続43回目）
- 和歌山県代表 - 和歌山工 （4年連続7回目）

中国
- 鳥取県代表 - 米子北 （初出場）
- 島根県代表 - 出雲 （3年ぶり3回目）
- 岡山県代表 - 津山工 （2年ぶり7回目）
- 広島県代表 - 広島工 （7年連続20回目）
- 山口県代表 - 大津※ （6年連続8回目）

四国
- 徳島県代表 - 脇町 （2年ぶり12回目）
- 香川県・高知県代表 - 三豊工（香川） （初出場）
- 愛媛県代表 - 新田 （10年連続28回目）

九州・沖縄
- 福岡県代表 - 東福岡 （2年連続3回目）
- 佐賀県代表 - 佐賀工 （6年連続16回目）
- 長崎県代表 - 長崎北※ （2年連続2回目）
- 熊本県代表 - 熊本工 （5年ぶり23回目）
- 大分県代表 - 大分舞鶴※ （2年連続26回目）
- 宮崎県代表 - 都城※ （8年ぶり3回目）
- 鹿児島県代表 - 鹿児島実 （3年ぶり2回目）
- 沖縄県代表 - 名護 （初出場）

## 試合時間
※全試合30分ハーフで行う。同点で終了した場合は1.トライ数2.ゴール数3.抽選の順にて次回出場校を決める。

## 試合

### 1回戦
- 岡谷工 7 - 0 熊本工
- 関商工 35 - 4 若狭東
- 磐城 13 - 6 米子北
- 東福岡 13 - 6 早大学院
- 西宮南 17 - 11 作新学院
- 砺波 29 - 0 三豊工
- 同志社香里 3 - 0 黒沢尻工
- 名護 26 - 9 札幌清田
- 東海大一 16 - 9 津山工

- 佐賀工 18 - 4 木本
- 石巻工 23 - 0 出雲
- 茗溪学園 14 - 4 膳所
- 巻 10 - 0 和歌山工
- 鶴来 17 - 4 脇町
- 西陵商 20 - 9 広島工
- 北野 23 - 7 北見北斗
- 千葉東 13 - 7 新田
- 鹿児島実 41 - 0 日大山形

### 2回戦
- 日川 6 - 0 岡谷工
- 関商工 36 - 4 磐城
- 東農大二 29 - 4 東福岡
- 布施工 14 - 3 西宮南
- 相模台工 34 - 3 砺波
- 同志社香里 18 - 6 大津
- 熊谷工 36 - 9 名護
- 天理 15 - 10 東海大一

- 佐賀工 7 - 7 大東大一
- 都城 34 - 0 石巻工
- 茗溪学園 19 - 3 三本木農
- 大分舞鶴 28 - 11 巻
- 秋田工 41 - 0 鶴来
- 長崎北 12 - 4 西陵商
- 北野 22 - 0 千葉東
- 伏見工 7 - 6 鹿児島実

### 3回戦
- 日川 20 - 6 関商工
- 東農大二 27 - 4 布施工
- 相模台工 26 - 3 同志社香里
- 熊谷工 12 - 6 天理

- 都城 30 - 4 佐賀工
- 茗溪学園 42 - 33 大分舞鶴
- 秋田工 18 - 7 長崎北
- 伏見工 16 - 12 北野

### 準々決勝
- 日川 25 - 11 東農大二
- 相模台工 12 - 6 熊谷工

- 都城 50 - 11 茗溪学園
- 秋田工 19 - 0 伏見工

### 準決勝
- 相模台工 17 - 7 日川
- 秋田工 8 - 3 都城

### 決勝
- 秋田工（3年ぶり15回目） 9 - 4 相模台工

## 関連試合

### 第11回高校東西対抗試合
- 大会で特に活躍した選手を選抜した上で東西に分かれて行ういわば高校ラグビー版オールスターゲームである。

東軍監督有賀健、西軍監督川村幸治、1988年1月15日 国立競技場 試合結果東軍 49-16 西軍